# Sorex roboratus
Sorex roboratus е вид бозайник от семейство Земеровкови (Soricidae).

## Разпространение
Видът е разпространен в Китай, Монголия и Русия.